# Roman (Daoud)
Roman – duchowny prawosławnego Patriarchatu Antiocheńskiego, od 2011 biskup pomocniczy metropolii São Paulo i całej Brazylii.
Chirotonię biskupią otrzymał 6 listopada 2011. Rezyduje w Rio de Janeiro.